# Shaykh Hadid
Shaykh Hadid (tiếng Ả Rập: شيخ حديد) là một ngôi làng Syria nằm trong Tphó huyện Karnaz của huyện Mahardahthuộc tỉnh Hama. Theo Cục Thống kê Trung ương Syria (CBS), Shaykh Hadid có dân số 1.958 người trong cuộc điều tra dân số năm 2004. Cư dân của nó chủ yếu là người Hồi giáo Sunni.